# Hans Danioth

Hans Danioth (1987)

Hans Danioth (* 25. Mai 1931 in Andermatt, heimatberechtigt in Andermatt; † 22. August 2020 in Altdorf UR) war ein Schweizer Politiker (CVP).

## Biografie
Danioth, dessen Vater Ludwig ebenfalls aktiver Politiker war, studierte Rechtswissenschaften an der Universität Freiburg und an der Universität Bern. Im Jahr 1956 erlangte er das Lizentiat in Freiburg. 1958 erreichte er das Anwalts- und Notariatspatent des Kantons Uri. Von 1958 bis 1966 war er Gerichtsschreiber und hatte ab 1967 ein eigenes Anwalts- und Notariatsbüro in Altdorf.
Von 1969 bis 1975 war er Präsident der Konservativ-Christlichsozialen Volkspartei, beziehungsweise ab 1971 der CVP Uri. In den Jahren 1976 bis 1978 war er Gemeinderat von Altdorf und von 1972 bis 1978 Landrat von Uri. Von 1978 bis 1988 war er Regierungsrat und stand dort der Erziehungsdirektion vor; von 1980 bis 1982 war er Landammann. Zum 30. November 1987 wurde er in den Ständerat gewählt und hatte dort in diversen Kommissionen Einsitz. Sein Schwergewicht lag bei der Verkehrspolitik sowie bei staatspolitischen Fragen. Zeitweise war er Präsident der Aufsichtsdelegation der NEAT. Bei den Parlamentswahlen 1999 trat er nicht mehr an, und schied daher zum 5. Dezember 1999 aus der kleinen Kammer aus. Von 1991 bis 1995 war er Präsident des Urner Obergerichts. Danioth hatte diverse Verwaltungsratsmandate inne und arbeitete in verschiedenen kulturellen, gesellschaftlichen und politischen Gremien mit.
Danioth war verheiratet, hatte zwei Kinder und wohnte in Altdorf. In der Schweizer Armee war er Hauptmann. Er starb nach längerer Krankheit im Altersheim.